# جمعه (ترانه ربکا بلک)
جمعه (به انگلیسی: Friday) ترانه‌ای از خواننده آمریکایی ربکا بلک است. این اولین تک‌آهنگ بلک بود که به صورت موزیک ویدیو در ۱۰ فوریه ۲۰۱۱ پخش شد. در ۱۴ مارس ۲۰۱۱ به‌طور رسمی به عنوان یک تک آهنگ در آی‌تیونز منتشر شد.

## بازخورد
آهنگ «جمعه» از سوی بسیاری از بینندگان و صاحب‌نظران موسیقی مورد تمسخر قرار گرفت و به آن لقب «بدترین آهنگ همهٔ زمان‌ها» را دادند. پس از وایرال شدن ترانه، مجلهٔ تایم فهرستی از «۱۰ ترانه با اشعار احمقانه» منتشر کرد و جایگاه دوم آن فهرست را به «جمعه» اختصاص داد. مجلهٔ ان‌ام‌ئی هم در گزینش «بدترین موزیک ویدئوهای همهٔ زمان‌ها» جایگاه نخست فهرستش را به ویدئوی «جمعه» اختصاص داد.
به نوشتهٔ دیلی بیست مادر بلک برای ساخت موسیقی و شعر ۲ ترانه و تهیهٔ ۱ موزیک ویدئو با شرکت آرک میوزیک فکتوری قراردادی نوشت و بابت این خدمات ۲۰۰۰ دلار به آن‌ها پرداخت کرد. وبسایت فوربز با توجه به ۳۰ میلیون بازدید ویدئو از ۳۰ فوریه تا ۲۱ مارس ۲۰۱۱ برآورد کرد که بلک و شرکت پخش کنندهٔ اثرش فقط بابت بازدیدهای آن سه هفته بیش از ۲۰/۰۰۰ دلار از یوتیوب دریافت کرده‌اند. این ترانه پس از وایرال شدن، وارد جدول ۱۰۰ آهنگ داغ بیلبورد شد و تا ردهٔ پنجاه و هشتم آن جدول صعود کرد. بر اساس آمار مجلهٔ بیلبورد آهنگ «جمعه» تا پایان سال ۲۰۱۳ بیش از ۴۲۲/۰۰۰ نسخه فروش داشته‌است.